# 巴博什基諾湖
55°48′40″N 37°59′8″E / 55.81111°N 37.98556°E
巴博什基諾湖（俄语：Бабошкино），是俄羅斯的湖泊，位於該國西部，由莫斯科州負責管轄，長0.24公里、寬0.24公里，面積0.04平方公里，海拔高度149.8米，湖岸線長度0.8公里，最大水深5米。